# Das Vorspiel
Das Vorspiel (em inglês:  The Audition; bra: A Professora de Violino; prt: A Audição) é um filme de drama dirigido por Ina Weisse lançado em 2019. No Brasil, foi lançado nos cinemas pela FILMICCA em 17 de março de 2022.

## Sinopse
Após direcionar toda sua atenção a um aluno, uma professora de violino presencia um evento trágico no dia do exame.

## Elenco
- Nina Hoss : Anna Bronsky
- Simon Abkarian : Philippe Bronsky
- Serafin Gilles Mishiev : Jonas Bronsky
- Ilja Monti : Alexander Paraskevas
- Jens Albinus : Christian Wels
- Sophie Rois : Frau Köhler
- Thomas Thieme : Walter
- Winnie Böwe : Alexanders Mutter

## Recepção
No agregador de críticas Rotten Tomatoes, que categoriza as opiniões apenas como positivas ou negativas, o filme tem um índice de aprovação de 83% calculado com base em 42 comentários dos críticos. Por comparação, com as mesmas opiniões sendo calculadas usando uma média aritmética ponderada, a nota é 6.0/10 que é seguida do consenso: "Pode ocasionalmente se desviar para um território discordante, mas The Audition continua sendo um estudo de personagem sombriamente esclarecedor, liderado por uma virada contundente de Nina Hoss." Já no agregador Metacritic, que calcula as notas usando somente uma média aritmética ponderada a partir das avaliações de 1p críticos que escrevem em maioria para a imprensa tradicional, o filme tem uma pontuação de 64 entre 100, com a indicação de "revisões geralmente favoráveis".